# Oedaspis reducta
Oedaspis reducta är en tvåvingeart som beskrevs av Amnon Freidberg och Moises Kaplan 1992. Oedaspis reducta ingår i släktet Oedaspis och familjen borrflugor.
Artens utbredningsområde är Kenya. Inga underarter finns listade i Catalogue of Life.